# Mecanismo de relojería

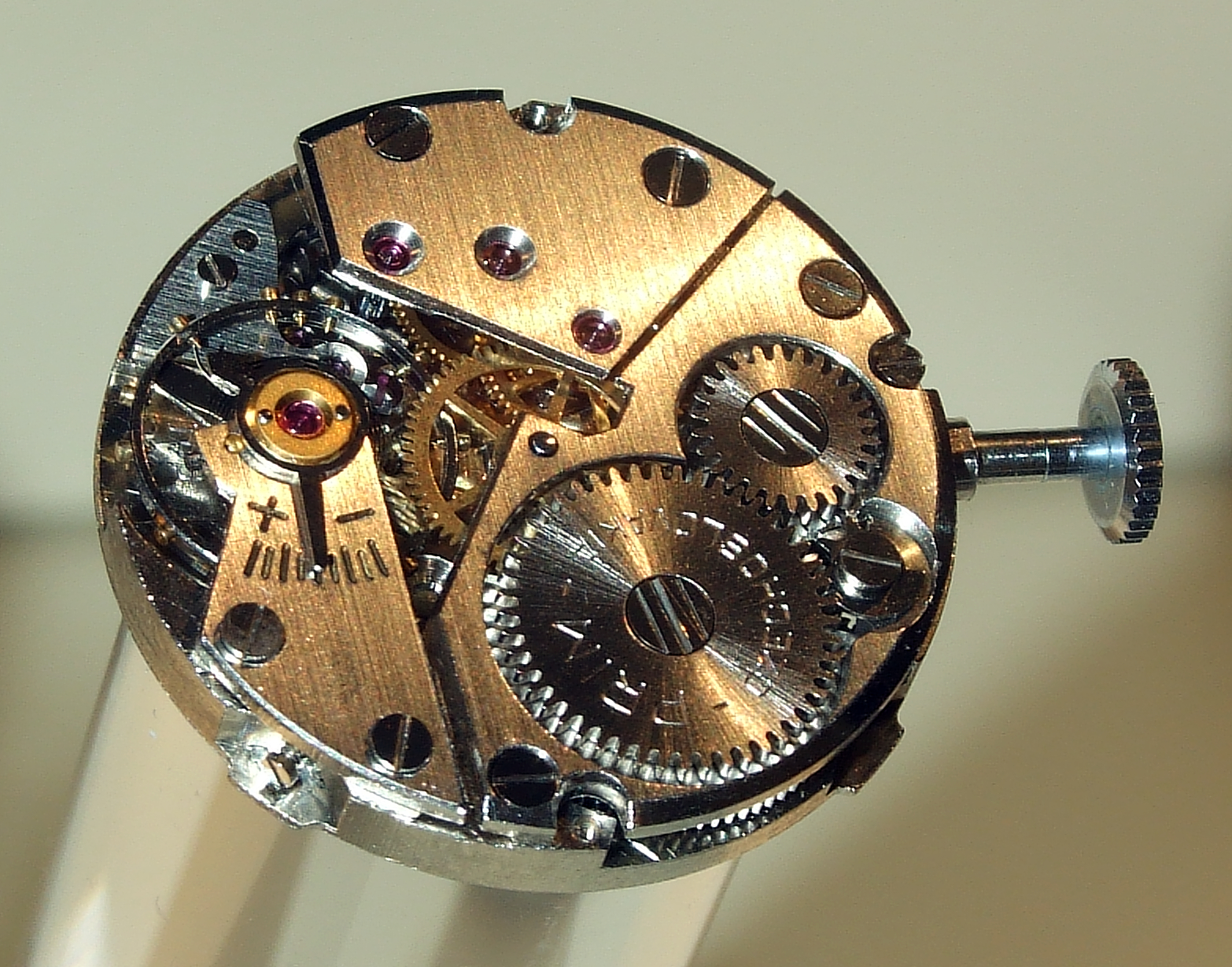
Mecanismo de relojería de un reloj de pulsera mecánico Prim

El término mecanismo de relojería hace referencia a un sistema de elementos como engranajes, volantes, ejes o levas (sistema que también se denomina movimiento en relojería), destinado a accionar un dispositivo que obtiene la energía necesaria para mantenerse en movimiento de un resorte o de un peso suspendido.
Es habitual que funcione impulsado por un motor mecánico que consiste en un resorte motor, es decir, un muelle espiral formado por una cinta de metal enrollada. La energía se almacena manualmente en el resorte dándole cuerda, es decir, haciendo girar una llave unida a un trinquete que comprime el resorte principal. La fuerza del resorte principal hace girar los engranajes del mecanismo de relojería, hasta que se agota la energía almacenada. El calificativo "de cuerda" aplicado a un objeto (como un reloj de pared o de pulsera, un temporizador de cocina, una caja de música o una locomotora de juguete) hace referencia a que es accionado por un resorte principal.

## Historia

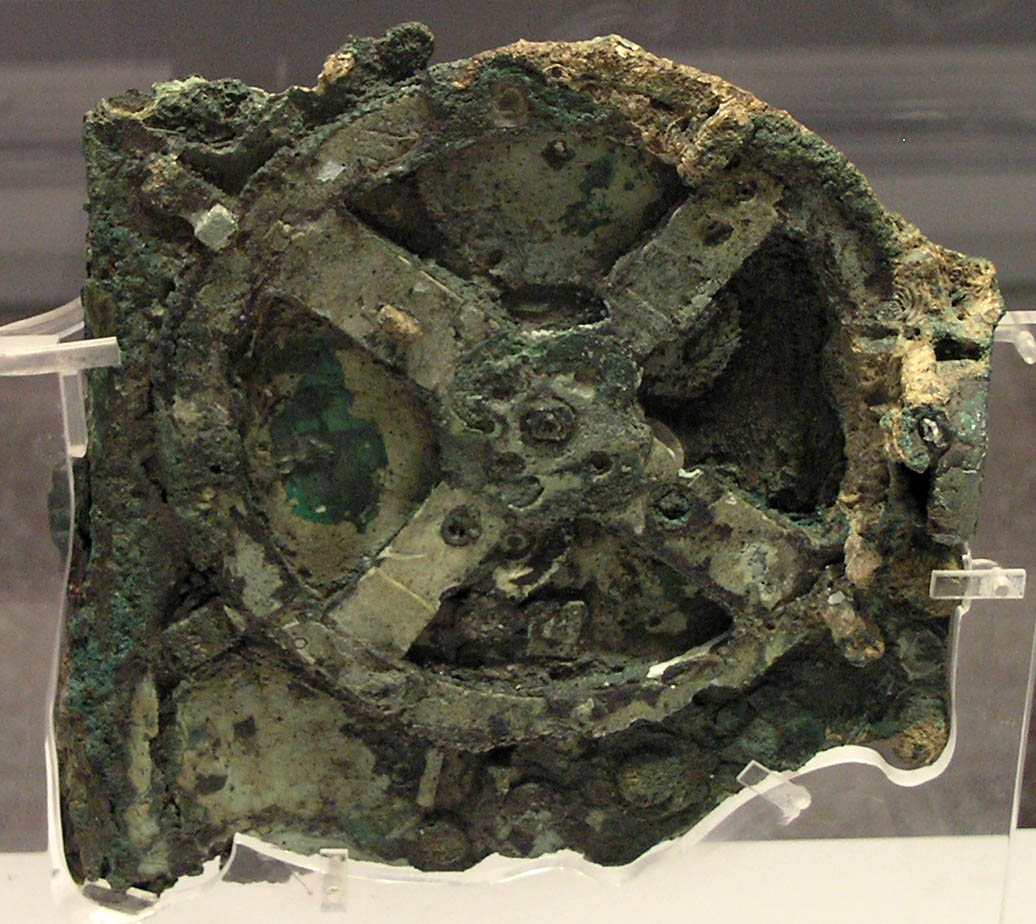
Fotografía del mecanismo de Anticitera

El primer ejemplo conocido de un mecanismo de relojería es el mecanismo de Anticitera, una computadora analógica con engranajes del siglo I a. C. recuperada de un naufragio griego, diseñada para calcular posiciones astronómicas y eclipses. Hay muchos otros relatos de dispositivos de relojería en la Antigua Grecia, incluso en su mitología, y el mecanismo en sí es lo suficientemente sofisticado como para indicar una historia significativa de dispositivos menores que llevaron a su creación.
En algún momento, este nivel de sofisticación en la tecnología de relojería se perdió u olvidó en Europa, y solo se recuperó cuando se trajo del mundo islámico después de las cruzadas, junto con otros conocimientos que llevaron al Renacimiento. La relojería finalmente recuperó el equivalente de los niveles tecnológicos prerromanos en el siglo XIV.
Al igual que en la mitología griega, existen ambiciosas afirmaciones sobre dispositivos mecánicos en las leyendas de otras culturas. Por ejemplo, en una leyenda judáica, Salomón usó su sabiduría para diseñar un trono con animales mecánicos que lo aclamaban como rey. Al sentarse, un águila le colocaba una corona en la cabeza y una paloma le traía un pergamino con la Torá. También se dice que cuando subía al trono, se ponía en marcha un mecanismo. Al subir el primer escalón, un buey dorado y un león dorado estiraban cada uno una pata para sostenerlo y ayudarlo a subir al siguiente escalón. A cada lado, los animales ayudaban al rey a subir hasta que estaba cómodamente sentado en su trono.
En la antigua China, se encuentra un curioso relato de automatización en el texto Lie Zi, escrito en el siglo III a. C. El relato incluye una descripción de un encuentro mucho más temprano entre el rey Mu de Zhou (1023-957 a. C.) y un ingeniero mecánico conocido como Yan Shi, un artífice. Este último le presentó orgullosamente al rey una figura de tamaño natural, con forma humana, de su obra mecánica (traducción de Wade-Giles):

El rey miró la figura con asombro. Caminaba a pasos rápidos, moviendo la cabeza arriba y abajo, de modo que cualquiera lo habría tomado por un ser humano vivo. El artífice le tocó la barbilla y comenzó a cantar, perfectamente afinado. Tocó su mano y comenzó a adoptar una postura, manteniendo un ritmo perfecto... Cuando la actuación estaba llegando a su fin, el autómata guiñó un ojo y avanzó hacia las damas presentes, con lo cual el rey se enfureció y habría hecho ejecutar a Yen Shih [Yan Shi] en el acto si este último no hubiera, aterrorizado, inmediatamente desmontado el autómata para dejarle ver lo que realmente era. Y, de hecho, resultó ser solo una construcción de cuero, madera, cola y laca, de diversos colores blanco, negro, rojo y azul. Al examinarlo de cerca, el rey encontró todos los órganos internos completos: hígado, bilis, corazón, pulmones, bazo, riñones, estómago e intestinos; y sobre estos de nuevo, músculos, huesos y miembros con sus articulaciones, piel, dientes y cabello, todos ellos artificiales... El rey probó el efecto de quitarle el corazón, y encontró que la boca ya no podía hablar; quitó el hígado y los ojos ya no podían ver; quitó los riñones y las piernas perdieron su poder de locomoción. El rey estaba encantado.

Otros ejemplos notables incluyen la paloma de Arquitas, mencionada por Aulo Gelio. Se han escrito relatos chinos similares sobre autómatas voladores sobre los filósofos moístas del siglo V a. C. Mozi y su contemporáneo Lu Ban, quienes fabricaron pájaros artificiales de madera (ma yuan) que podían volar con éxito, según el Han Fei Zi y otros textos.
En el siglo XI, se utilizaban en Europa mecanismos de relojería tanto para los relojes como para calcular eventos astronómicos. Los relojes no marcaban el tiempo con mucha precisión según los estándares modernos, pero los dispositivos astronómicos se usaban con cuidado para predecir las posiciones de los planetas y otros movimientos.
Hasta el siglo XV, los mecanismos de relojería funcionaban con agua, pesas u otros medios indirectos y relativamente primitivos, pero en 1430 se presentó a Felipe III de Borgoña, duque de Borgoña, un reloj que funcionaba con un resorte. Esta se convirtió en una tecnología estándar junto con los mecanismos accionados por pesas. A mediados del siglo XVII, Christiaan Huygens tomó una idea de Galileo Galilei y la desarrolló hasta convertirla en el primer mecanismo moderno regulado mediante un péndulo. Sin embargo, mientras que el resorte o el peso proporcionaban la fuerza motriz, el péndulo simplemente controlaba la velocidad de liberación de esa fuerza a través de algún mecanismo de escape a una velocidad regulada.
El Instituto Smithsoniano posee en su colección un monje dotado de un mecanismo de relojería, de aproximadamente 15 plg (38,1 cm) de altura, que posiblemente data de 1560. El monje es impulsado por un resorte de cuerda de llave y camina describiendo un recorrido cuadrado, golpeándose el pecho con el brazo derecho, mientras sube y baja una pequeña cruz de madera y un rosario en su mano izquierda, girando y asintiendo con la cabeza, poniendo los ojos en blanco y murmurando exequias silenciosas. De vez en cuando, se lleva la cruz a los labios y la besa. Se cree que el monje fue fabricado por Juanelo Turriano, mecánico del emperador Carlos I de España.

## Descripción general

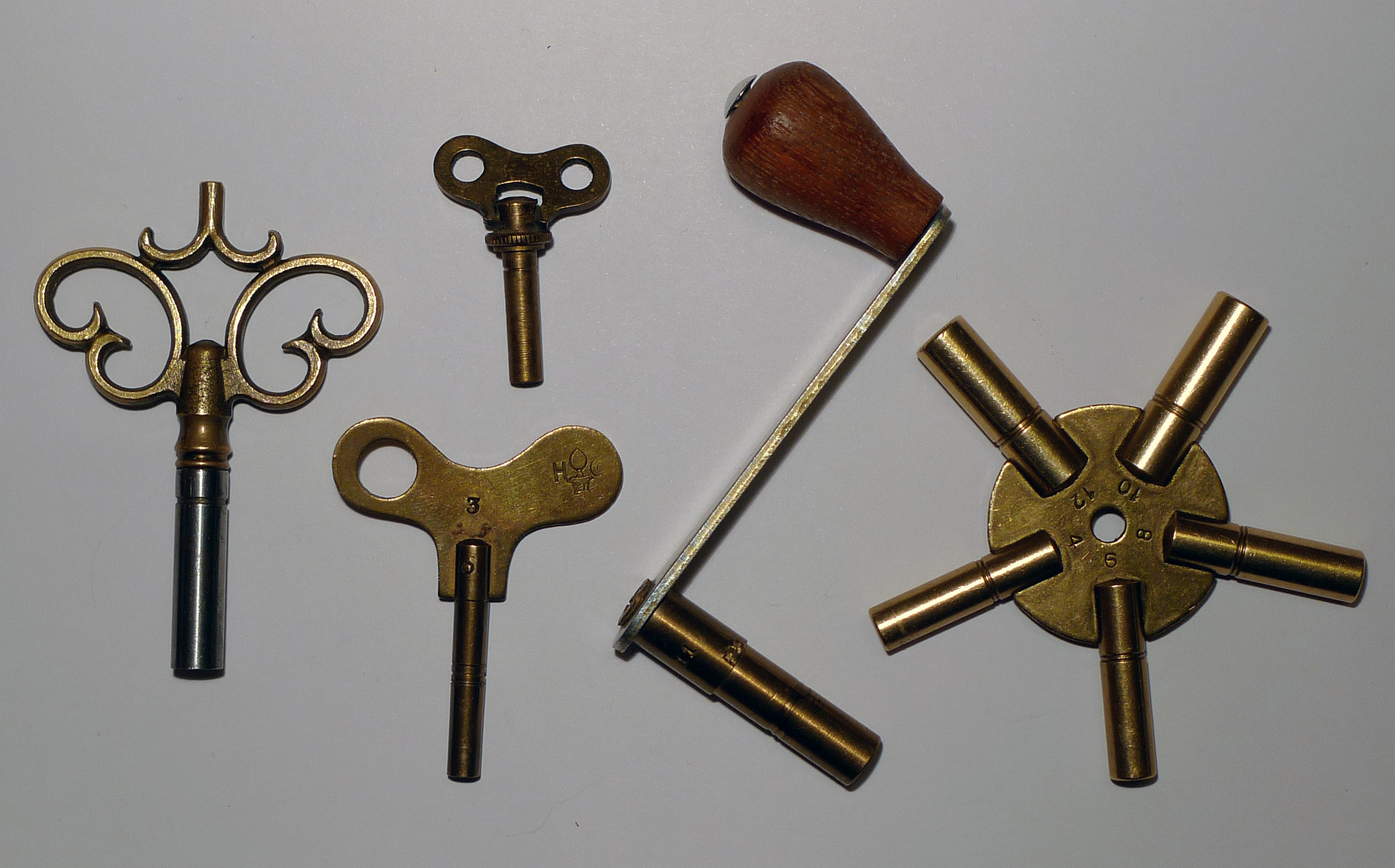
Llaves de distintos tamaños para dar cuerda a los muelles de los relojes

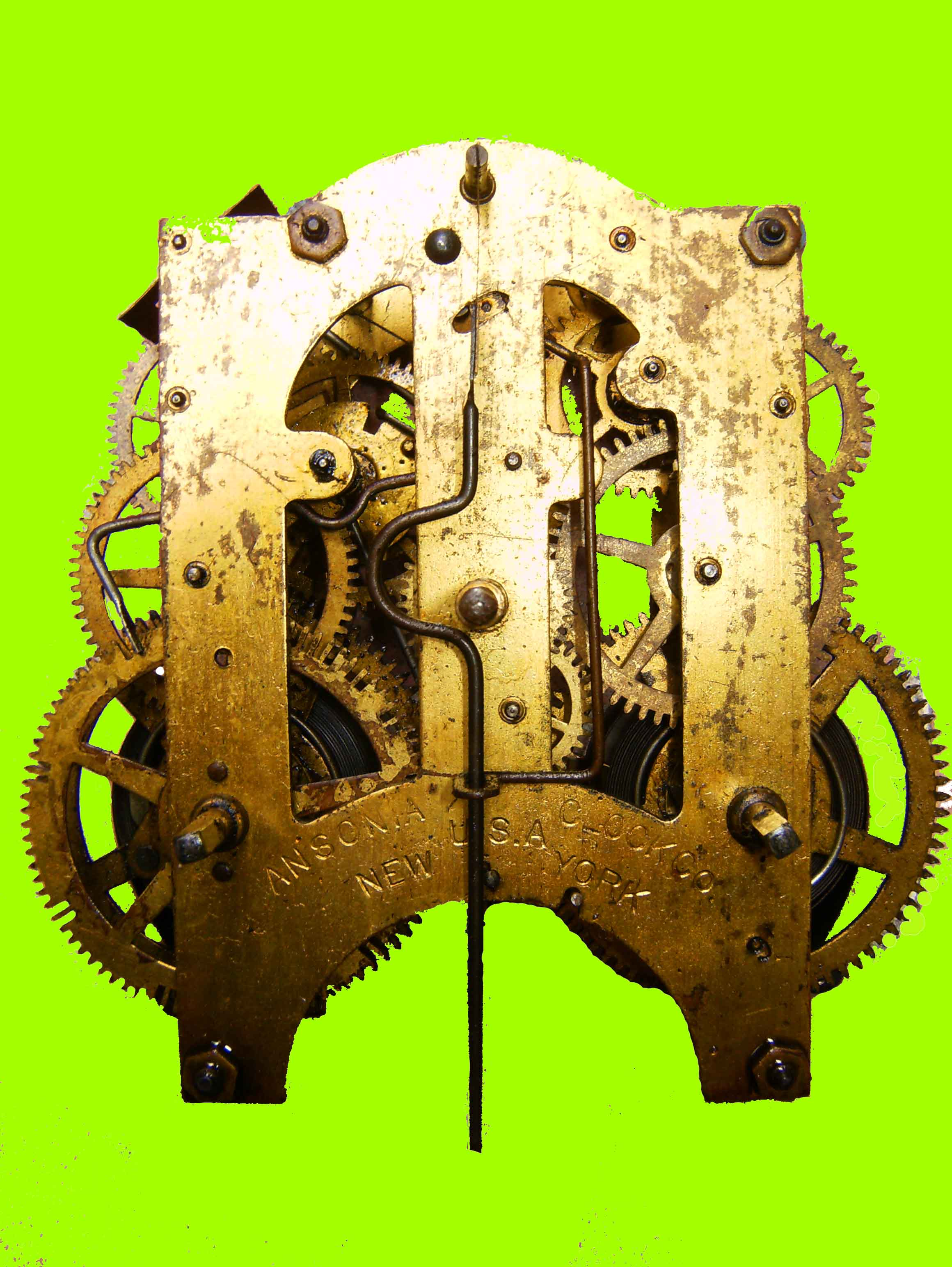
Mecanismo de un reloj de pared (Ansonia Co., 1904)

A menudo, la energía se almacena en el interior del objeto a impulsar, a través de un mecanismo de cuerda que permite aplicar tensión mecánica a un dispositivo de almacenamiento de energía como un resorte motor, lo que implica algún tipo de mecanismo de escape. Es habitual el uso de ruedas, ya sea unidas por fricción o por engranajes dentados, que sirven para redirigir el movimiento, ganar velocidad o modificar el par motor. Muchos mecanismos de relojería estaban construidos principalmente para servir como muestras visibles o implícitas del ingenio mecánico desarrollado en su diseño. A veces, los relojes y mecanismos de cronometraje se utilizaron para activar explosivos, en temporizadores, en alarmas y en muchos otros dispositivos.

## Ejemplos
Los ejemplos más comunes son los relojes mecánicos. Otros usos, la mayoría obsoletos, pero no todos, incluyen:
- Juguetes de cuerda: a menudo como un motor mecánico simple o para crear autómatas. Pueden ser de cuerda con llave, como muchos trenes de juguete del siglo XX, o un motor de retroceso más simple.
- La mayoría de los obturadores de las antiguas cámaras fotográficas mecánicas utilizaban un mecanismo de relojería no muy diferente al de los relojes de pulsera para cronometrar la apertura y el cierre de las hojas del obturador.
- Mecanismos para hacer rotar las lentes en los faros antes de la generalización del uso de los motores eléctricos.
- Calculadoras mecánicas, utilizadas antes de que aparecieran las pequeñas calculadoras electrónicas en la década de 1970. Se disponía de calculadoras mecánicas relativamente pequeñas para los cálculos financieros de las empresas.
- Computadoras mecánicas, mucho más complejas y grandes que las calculadoras electrónicas, como la máquina diferencial y la máquina analítica de Charles Babbage.
- Modelos astronómicos, como los planetarios mecánicos, cuya historia abarca cientos de años.
- Las cajas de música, que fueron muy populares durante el siglo XIX y principios del siglo XX.
- Casi todos los gramófonos y fonógrafos que tocaban discos fabricados antes de la década de 1930 disponían de mecanismos de relojería accionados por motores de cuerda.
- Equipos eléctricos accionados manualmente, como las radios manuales, en las que un resorte motor (que representaba una gran parte del tamaño y del peso del dispositivo) hacía girar un generador eléctrico mucho más pequeño. Este tipo de equipos siguen siendo populares en lugares donde las baterías y la red eléctrica (corriente doméstica) son escasos.